# Кавалар
Кавалар — село в Докузпаринском районе Дагестана. Входит в состав сельского поселения Сельсовет Килерский, на 2025 год в селе числится 2 улицы Гадаят и Центральная.

## География
Расположено в 2,5 км к югу от районного центра с. Усухчай на правом берегу р. Усухчай.
На сайте Докузпаринского района утверждается, что Кавалар основан, как хутор переселенцами из Микраха и первые жители в нём появились около 1860 года, но на картах 1930 года и 1941 года селение не обозначено.

## Население
| 1939 | 1970 | 1989 | 2002 | 2010 | 2021 |
| ---- | ---- | ---- | ---- | ---- | ---- |
| 57   | ↗75  | ↗79  | ↗101 | ↗129 | ↘125 |